# Distretto di Puck
Il distretto di Puck (in polacco powiat pucki) è un distretto polacco appartenente al voivodato della Pomerania.

## Geografia antropica

### Suddivisioni amministrative
Il distretto comprende 7 comuni.
- Comuni urbani: Hel, Jastarnia, Puck, Władysławowo
- Comuni rurali: Kosakowo, Krokowa, Puck

Nel comune rurale di Puck il casciubo è riconosciuto e tutelato come lingua della minoranza.